# Euserica alcaidei
Euserica alcaidei är en skalbaggsart som beskrevs av Baraud 1965. Euserica alcaidei ingår i släktet Euserica och familjen Melolonthidae. Inga underarter finns listade i Catalogue of Life.